# The Painted World (film 1914)
The Painted World è un cortometraggio muto del 1914 diretto da Ralph Ince. Sceneggiato da Marguerite Bertsch, si basa su una storia di Jacques Futrelle, uno scrittore morto due anni prima nel naufragio del Titanic.
Del film venne tratta un'altra versione in cinque rulli, con la pellicola originale rimontata e scene aggiunte (probabilmente girate dal direttore della fotografia William S. Adams, versione che, sempre con il titolo The Painted World, fu distribuita sul mercato USA il 16 giugno 1919.

## Produzione
Il film fu prodotto dalla Vitagraph Company of America come Broadway Star.

## Distribuzione
Distribuito dalla General Film Company, il film - un cortometraggio in tre bobine - uscì nelle sale cinematografiche statunitensi il 26 settembre dopo essere stato presentato in prima al Vitagraph Theatre di New York il 10 agosto 1914.